# Ciência bizantina

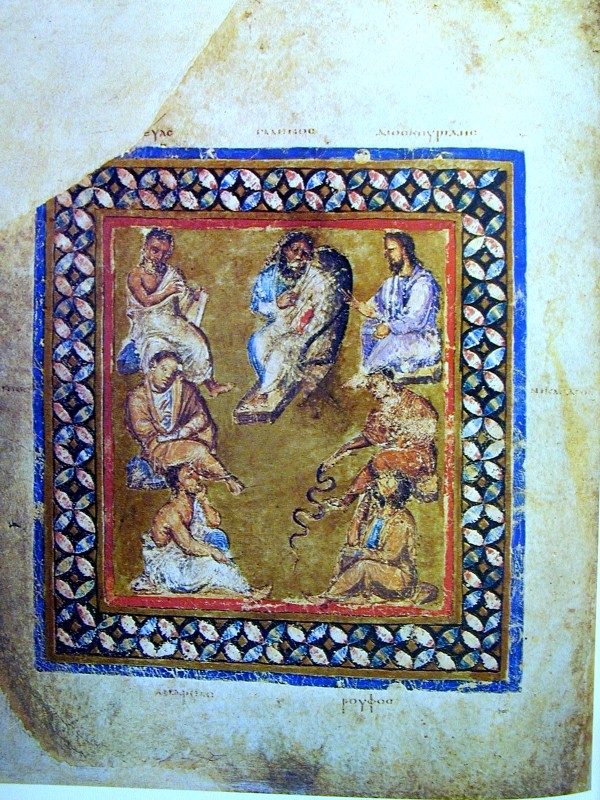
O frontispício do "Dioscórides de Viena" mostra um conjunto de sete médicos famosos. O mais importante na imagem é Cláudio Galeno, sentado numa cadeira dobrável.

A ciência bizantina desempenhou um importante papel na difusão do conhecimento clássico para o mundo islâmico e para a Itália renascentista, para a qual também disseminou a ciência islâmica. A sua rica cultura preserva todo um conhecimento antigo sobre o qual a arte, arquitetura, literatura e tecnologia foram desenvolvidas.

## Estudos clássicos e eclesiásticos
A ciência bizantina era essencialmente uma ciência clássica. Portanto, sua tradição científica esteve sempre intimamente ligada com a metafísica e antiga filosofia pagã. Apesar de algum antagonismo relativo à aprendizagem pagã, muitos dos estudiosos clássicos mais ilustres detiveram altos cargos na Igreja Ortodoxa. A oposição insurgiu-se, reflectindo-se no encerramento da Academia de Platão em 529; no obscurantismo de Cosme Indicopleustes; na condenação de João Ítalo e Gemisto Pléton por causa da sua devoção à antiga filosofia. Porém, os escritos da antiguidade clássica não deixaram de ser apreciados no Império Bizantino, principalmente devido ao ímpeto da arte e cultura clássicas trazido pela Academia de Atenas durante os séculos IV e V, pelo vigor da academia filosófica de Alexandria, e pelos serviços da Universidade de Constantinopla, que se preocupou exclusivamente com assuntos seculares, com a exclusão da teologia, que era ensinada pela Academia patriacal. Mesmo esta proporcionava o ensino dos antigos clássicos e incluía textos literários, filosóficos e científicos no seu plano curricular. As escolas monásticas concentraram-se na Bíblia, teologia e liturgia. Com isto, os scriptoria monásticos investiram a maior parte de seus esforços na transcrição de manuscritos eclesiásticos, enquanto a antiga literatura pagã era transcrita, resumida, citada e anotada por leigos ou bispos iluminados como Fócio, Aretas de Cesareia, Eustáquio de Tessalónica, e Basílio Bessarion.

## Matemática
Os cientistas bizantinos preservaram e deram continuidade ao legado deixado pelos grandes matemáticos da Grécia Antiga e puseram seus estudos em prática. Nos primórdios do Império Bizantino (do século V ao VII) os arquitetos e matemáticos Isidoro de Mileto e Antêmio de Trales se utilizaram de complexas fórmulas matemáticas para construir a basílica de Santa Sofia, um significativo avanço tecnológico para a época que foi admirado vários séculos depois devido à sua marcante geometria, design arrojado e considerável altura. No final do império (entre os séculos IX e XII), matemáticos como Miguel Pselo consideraram a matemática como uma forma de interpretação do mundo.

## Medicina
A medicina foi uma das áreas cientificas nas quais os bizantinos superaram os conhecimentos de seus antecessores greco-romanos, influenciando a medicina islâmica e também a medicina do Renascimento.

## Fogo grego
O fogo grego era uma arma incendiária usada pelo Império Bizantino. Os bizantinos faziam uso deste tipo de arma em batalhas navais com excelentes resultados, pois elas permitiam um constante incendiar, ardendo até mesmo sobre a água. Isto forneceu grande vantagem tecnológica sobre o inimigo e foi responsável por muitas vitórias militares dos bizantinos, principalmente na salvação de Constantinopla de dois cercos árabes, garantindo assim a sobrevivência do império. O fogo grego, foi, contudo, inventado em 672 e sua invenção foi atribuída pelo cronista Teófanes, o Confessor, a Calínico de Heliópolis, na antiga região da Fenícia, então invadida pelas invasões muçulmanas.

## Ciência islâmica
Durante a Idade Média ocorria um frequente intercâmbio de obras entre as ciências bizantina e islâmica. O império inicialmente proveu o mundo medieval islâmico com os textos clássicos gregos e as obras do início do período bizantino sobre astronomia, matemática e filosofia para que fosse traduzidos para o árabe, pois o Império Bizantino era o principal centro acadêmico e científico na região no início do período. Posteriormente, conforme o califado e outros estados muçulmanos foram ganhando proeminência, cientistas bizantinos como Gregório Coniates, que haviam visitado o famoso observatório Maragheh, traduziram livros sobre a astronomia islâmica, a matemática islâmica e outras ciências para o grego medieval, incluindo as obras de Albuxar de Bactro, Ibn Yunus, Alcazini (que era de ascendência greco-bizantina, mas fora criado na cultura persa) Alcuarismi e Naceradim de Tus (como a "Zij-i Ilkhani" e outros tratados "Zij"), entre outros.
Havia também alguns cientistas bizantinos que faziam uso de transliterações árabes para descrever alguns conceitos científicos ao invés dos termos do grego antigo (como o uso do árabe talei ao invés do grego antigo horoscopus). A ciência bizantina, desta forma, também teve o importante papel não apenas de transmitir o conhecimento grego antigo para a Europa Ocidental e para o mundo islâmico, mas também de transmitir de volta o conhecimento árabe para a Europa ocidental. Um exemplo foi a transmissão do Par de Tusi, que depois apareceria na obra de Nicolau Copérnico. Os cientistas bizantinos também se familiarizaram com a astronomia sassânida e indiana através das citações contidas em obras árabes.

## Renascimento e humanismo
Durante o século XII, os bizantinos anteciparam um modelo precoce do humanismo como um renascimento do interesse em autores clássicos. No entanto, durante os séculos anteriores, entre 800 e 1100, o Humanismo e outros estudos clássicos destacaram-se durante o renascimento macedónico. Estes estudo prevaleceram até o período que hoje denominamos de Renascimento Comneno. Com Eustácio de Tessalônica, o humanismo bizantino encontrou sua expressão mais característica. Durante os séculos XIII e XIV, um período de intensa atividade criativa, o humanismo bizantino aproximou-se do seu apogeu e manifestou uma analogia notável com o contemporâneo humanismo italiano. O humanismo bizantino fundamentou-se sobre a vitalidade da civilização clássica e das suas ciências e defensores se empenharam em estudos científicos.
Apesar do declínio político e militar dos dois últimos séculos, o império viu um florescimento da ciência e da literatura, muitas vezes chamado de "Renascimento Bizantino Tardio" ou "Paleólogo". Alguns dos representantes mais eminentes desta época foram: Máximo Planudes, Manuel Moscópulo, Demétrio Triclínio e Tomás Magistro. A Academia de Trebizonda, altamente influenciada pelas ciências persas, tornou-se um renomado centro para o estudo da astronomia e de outras ciências matemáticas, enquanto que a medicina atraia o interesse de quase todos os estudiosos. No último século do Império Bizantino os gramáticos foram os principais responsáveis por trazer pessoalmente os antigos estudos gramaticais e literários para a Itália do início do Renascimento. Entre eles Manuel Crisoloras, que esteve envolvido na união nunca alcançada das Igrejas.